# NtrC
NtrC (proteína C reguladora de nitrógeno) es una proteína dimérica codificable en Escherichia coli que al unirse a un amplificador activa la transcripción del gen glnA, el cual codifica la enzima glutamina sintetasa que cataliza la reacción de síntesis del aminoácido glutamina a partir de ácido glutámico y amoníaco.

## Mecanismo de acción
La proteína activadora NtrC se encuentra regulada por la proteincinasa NtrB formando un sistema regulador de dos componentes.

Como respuesta a la disminución de glutamina en el medio externo, la proteincinasa NtrB fosforila residuos de la NtrC induciendo un cambio conformacional que permite su unión con un amplificador. La NtrC fosforilada se une a la ARN polimerasa unida al factor σ54, localizada a varios pares de bases de distancia (unida al promotor), generándose un bucle en el ADN. La actividad ATPasa de la proteína NtrC fosforilada activa la trascripción de gen al permitir a la ARNpolimerasa-σ54 separar las hebras de ADN.